# Francesc Cabot i Ferrer
Francesc Cabot i Ferrer   (Mataró, c. 1818 - Barcelona, 30 d'agost de 1877), fou un orfebre i argenter mataroní.

## Biografia
Fill de Pere Cabot de Sant Andreu de Llavaneres, i de Maria Bonaventura Ferrer de Mataró, es va casar el 1846 amb Rosa Rovira i Balanzó (1826-1914) filla de Marianna Balanzó i Coll [morta als 59 anys per l’epidèmia de Còlera de Mataró de 1854].
El matrimoni van tenir cinc fills: 
El gran, Francesc, (Mataró 1847-BCN 1917) dedicat a l’orfebreria i joieria que es casà amb Agneta Soler i Ortells, també de família d'orfebres i argenters que van tenir una filla, Mercedes que es va casar amb Josep M de Balanzó i Pons; 
el segon, Josep (BCN 1849-1915), seguí la carrera de Medicina. Casat amb Pilar Colomer, fou degà de la casa de Maternitat i membre de la Reial Acadèmia de Medicina de Barcelona; el tercer, Dionís (BCN 1853 – 1929), casat primer amb Dolors Galwey i Garcia, germana del pintor Enric Galwey i en enviudar amb Teresa Galwey Juncosa. Fou agent de Canvi i Borsa; el quart Emili  (BCN 1856 – 1924) orfebre i col·leccionista i el cinquè, Joaquim (BCN 1861–1951) casat amb Luisa Caze, que seguí la tradició familiar de la joieria, polifacètic i gran emprenedor en el món de la cultura, l’economia, així com també del món associatiu president de l'Orfeó català sota la presidència del qual es construí el Palau de la Música catalana.
Orfebre i argenter treballà en joies tradicionals catalanes. Estudiós de l'antic vidre esmaltat. Iniciador d'una de les sagues de joiers més extensa de Barcelona. El seu taller de Mataró, on va néixer el seu primer fill (1847), situat al Carreró de Mataró prop de la casa del mateix carrer on va néixer l'arquitecte Josep Puig i Cadafalch, fou continuat pel seu nebot, en Francesc Cabot i Cabot (1847-1894) i per Joan Cabot i Amigó.
El 1843 va obrir la seva primera joieria a Barcelona en una casa del número 35 del carrer de l'Argenteria on, des de l'època medieval, s'havien agrupat tradicionalment els argenters barcelonins i que posteriorment havia de convertir-se en l'eix comercial que va comunicar el centre antic de la ciutat amb el Parc de la Ciutadella, on va tenir lloc l'Exposició Universal de 1888. Treballà en joies tradicionals catalanes i en prestigiosos objectes de culte: el calze d’or de Pius IX, pectoral del bisbe Urquinaona. Se'l considera l'autor del Tabernacle de les Santes de Mataró. A la seva mort traslladen botiga i habitatge a una casa del número 21 del mateix carrer, deixant-t'ho als fills i en usdefruit a la seva esposa i la raó social de la botiga passa a ser Joieria Vda. de Francesc Cabot i Fills. El seu taller fou continuat pels seus fills Francesc, Emili i Joaquim.
En el darrer dels “Llibres de Passanties” conservats al Museu de Història de Barcelona, es guarden, des del segle XV al XIX, els dibuixos dels exàmens per obtenir el grau de mestre en orfebreria i joieria, i on es fa esment dels fundadors d’aquestes nissagues i de la data d’aprovació de l’esmentada prova. Uns anys després el gremi es va dissoldre (1869) i va funcionar com una organització independent (Veure Negre Tubau, Narcís) 